# Lautaro Murúa
Lautaro Murúa Herrera (Tacna, Chile; 29 de diciembre de 1926-Madrid, España; 3 de diciembre de 1995) fue un actor y director de cine y de teatro chileno-argentino. Hizo la mayor parte de su obra en Argentina y se nacionalizó argentino.

## Biografía
Nació el 29 de diciembre de 1926 en la ciudad de Tacna, en aquel entonces bajo dominio chileno, en la actualidad bajo soberanía peruana. En Santiago estudió Bellas Artes y participó en el Teatro Experimental de la Universidad de Chile que renovó la escena chilena. En 1954 protagonizó la versión teatral de Martín Rivas, adaptada por Santiago del Campo y dirigida por Germán Becker, que se transformó en uno de los sucesos teatrales de la década en dicho país. Según el mismo Becker, Murúa —tiempo antes de su actividad universitaria y teatral— habría tenido un breve paso por la Escuela de Aviación.
Su obra creativa de trascendencia la realizó en la Argentina, país al que emigró en tiempos del segundo gobierno del general Carlos Ibáñez del Campo (¿1955?). Allí vivió casi cuatro décadas y dejó la mayor parte de su legado como actor y como director de cine y teatro.
A partir de 1976, debido a la conmoción política imperante, luego del golpe de Estado que derrocó al gobierno de Isabel Perón, se exilió en España, donde permaneció hasta 1983, volviendo con el retorno de la democracia después de la dictadura militar argentina.
Como actor de cine se destacó en Invasión (1969), Crónica de una señora (1971), Quebracho (1974), La muchacha de las bragas de oro (1979), No habrá más penas ni olvido (1983), Noches sin lunas ni soles (1984), El exilio de Gardel (Tangos) (1985) y La peste (1992), entre muchas otras.
Como director de cine, sus filmes más relevantes fueron Shunko (1960), Alias Gardelito (1962), Un guapo del 900 (1971), La Raulito (1975) y Cuarteles de invierno (1984), entre otras.
En una de sus últimas películas interpretó al torero Juan Belmonte en la película Belmonte.
Falleció el 3 de diciembre de 1995 a los 69 años de edad por un cáncer de pulmón en Madrid.

## Filmografía

### Como actor
| Año  | Película                                   | Director               |
| ---- | ------------------------------------------ | ---------------------- |
| 1949 | El paso maldito                            |                        |
| 1949 | Esperanza                                  |                        |
| 1950 | Surcos de sangre                           |                        |
| 1950 | La hechizada                               |                        |
| 1954 | Llampo de sangre                           |                        |
| 1954 | Confesiones al amanecer                    |                        |
| 1955 | La simuladora                              |                        |
| 1955 | La delatora                                |                        |
| 1955 | Concierto para una lágrima                 |                        |
| 1956 | Enigma de mujer                            |                        |
| 1956 | Graciela                                   |                        |
| 1957 | La casa del ángel                          |                        |
| 1958 | El secuestrador                            |                        |
| 1958 | Demasiado jóvenes                          |                        |
| 1958 | Detrás de un largo muro                    |                        |
| 1959 | La caída                                   |                        |
| 1959 | Aquello que amamos                         |                        |
| 1959 | En la ardiente oscuridad                   |                        |
| 1960 | Fin de fiesta                              |                        |
| 1960 | Shunko                                     |                        |
| 1961 | Libertad bajo palabra                      |                        |
| 1961 | Alias Gardelito                            |                        |
| 1961 | Tres veces Ana                             |                        |
| 1962 | Dar la cara                                |                        |
| 1962 | La cifra impar                             |                        |
| 1962 | Misión 52                                  |                        |
| 1962 | Los venerables todos                       |                        |
| 1963 | Racconto                                   |                        |
| 1963 | Paula cautiva                              |                        |
| 1964 | Le retour                                  |                        |
| 1964 | El octavo infierno                         |                        |
| 1965 | Pajarito Gómez                             |                        |
| 1965 | Fuelle querido (voz)                       |                        |
| 1965 | El reñidero                                |                        |
| 1965 | Nadie oyó gritar a Cecilio Fuentes         |                        |
| 1966 | Una máscara para Ana                       |                        |
| 1966 | Todo sol es amargo                         |                        |
| 1966 | El ojo que espía                           |                        |
| 1967 | Las pirañas                                |                        |
| 1967 | Los traidores de San Ángel                 |                        |
| 1968 | Martín Fierro                              |                        |
| 1969 | Invasión                                   |                        |
| 1969 | La frontera olvidada                       |                        |
| 1970 | El santo de la espada                      |                        |
| 1971 | Un guapo del 900                           | Un guapo del 900       |
| 1971 | Nosotros los monos (de sí mismo)           |                        |
| 1971 | El destino                                 |                        |
| 1971 | Crónica de una señora                      |                        |
| 1971 | Argentino hasta la muerte                  |                        |
| 1972 | Heroína                                    |                        |
| 1972 | Los traidores                              |                        |
| 1973 | José María y María José: Una pareja de hoy |                        |
| 1973 | La revolución                              |                        |
| 1974 | La tregua                                  |                        |
| 1974 | Quebracho                                  |                        |
| 1975 | Las sorpresas                              | La Raulito             |
| 1975 | Nazareno Cruz y el Lobo                    |                        |
| 1975 | Los chantas                                |                        |
| 1976 | Sola                                       | La Raulito en libertad |
| 1976 | No toquen a la nena                        |                        |
| 1978 | Soldados                                   |                        |
| 1978 | Las truchas                                |                        |
| 1980 | El carnaval de las bestias                 |                        |
| 1980 | La muchacha de las bragas de oro           |                        |
| 1982 | Corazón de papel                           |                        |
| 1982 | El triunfo de un hombre llamado Caballo    |                        |
| 1982 | Muerte en el Vaticano                      |                        |
| 1983 | No habrá más penas ni olvido               |                        |
| 1983 | Juego de poder (España - Reino Unido)      |                        |
| 1984 | Noches sin lunas ni soles                  |                        |
| 1984 | Cuarteles de invierno                      |                        |
| 1984 | Gracias por el fuego                       |                        |
| 1985 | El exilio de Gardel                        |                        |
| 1986 | Pobre mariposa                             |                        |
| 1990 | Yo, la peor de todas                       |                        |
| 1991 | Grito de piedra                            |                        |
| 1993 | Un muro de silencio                        |                        |
| 1993 | La peste                                   |                        |
| 1995 | Belmonte                                   |                        |

## Televisión
- 1956: Teatro del sábado.
- 1974: Mi hombre sin noche

## Premios
- 1957 – Cóndor de Plata al mejor actor, Asociación Argentina de Críticos de Cine, por Graciela.
- 1960 – Cóndor de Plata al mejor actor, Asociación Argentina de Críticos de Cine, por Aquello que amamos.
- 1961 – Cóndor de Plata al mejor filme, Asociación Argentina de Críticos de Cine, por Shunko.
- 1961 – Festival Internacional de Cine de Mar del Plata, mejor filme en español, por Shunko.
- 1962 – Cóndor de Plata al mejor filme y al mejor director, Asociación Argentina de Críticos de Cine, por Alias Gardelito.
- 1963 – Cóndor de Plata al mejor actor, Asociación Argentina de Críticos de Cine, por La cifra impar.
- 1979 – Premios ACE al mejor filme, por La Raulito.